# Хорн, Рассел ван
Уильям Рассел ван Хорн (англ. William Russell van Horn; 30 июля 1885 — март 1970, Уикенберг) — американский боксёр, серебряный призёр летних Олимпийских игр 1904.
На Играх 1904 в Сент-Луисе Хорн соревновался только в лёгком весе до 61,2 кг. Проиграв в полуфинале Гарри Спэнджеру, он обыграл во встрече за третье место Питера Стархольдта и получил бронзовую медаль.
Позже был дисквалифицирован серебряный призёр в этой дисциплине, и его медаль перешла ван Хорну.